# Cao Ly Duệ Tông
Cao Ly Duệ Tông (Hangul: 고려 예종, chữ Hán: 高麗 睿宗; 11 tháng 2 năm 1079 – 15 tháng 5 năm 1122, trị vì 1105 – 1122) là quốc vương thứ 16 của Cao Ly. Ông là con trai của Cao Ly Túc Tông và Minh Ý Vương hậu (Myeong–ui Wanghu). Sau khi Túc Tông qua đời, Duệ Tông kế vị phụ vương sau khi. Ông có tên húy là Vương Vũ (王俁, 왕우, Wang U), tên chữ là Thế Dân (世民, 세민, Semin).
Trong chiếu chỉ đầu tiên của mình, năm 1106, ông đã ban hành một hệ thống hành chính mới tại đất nước. Ông cũng là một người ủng hộ Đạo giáo, yêu thích giáo lý hơn Phật giáo, tức tôn giáo trước đó của triều đình. Trong thời kỳ trị vì của ông, các lễ nghi triều đình Đạo giáo đã được đưa vào từ Tống; nhiều lễ nghi Đạo giáo và cơ sở của tôn giáo này bắt đầu được phát triển.
Theo các học giả Triều Tiên và Hàn Quốc, cuộc di cư hàng loạt của những người tị nạn Bột Hải từ nhà Liêu (đời vua Liêu Thiên Tộ Đế) đến Cao Ly vẫn tiếp tục kéo dài ít nhất cho đến đầu thế kỷ 12 dưới thời trị vì của Duệ Tông. Do dòng người tị nạn Bột Hải ồ ạt liên tục này, dân số gốc Cao Câu Ly được suy đoán là đã trở nên thống trị so với những người đồng cấp gốc Tân La và gốc Bách Tế đã trải qua chiến tranh tàn khốc và xung đột chính trị kể từ khi Hậu Tam Quốc ra đời. Dân gốc Hậu Bách Tế chỉ khá hơn một chút so với dân gốc Tân La trước khi sụp đổ vào năm 936. Khi đó, trong số ba thủ đô của Cao Ly thì Khai Thành và Bình Nhưỡng ban đầu là nơi cư trú của những người định cư gốc Cao Câu Ly từ Vùng Paeseo (Bái Tây, 패서, 浿西) và Bột Hải.
Mặc dù thời điểm đầu thế kỷ thứ 12 là một giai doạn tương đối yên bình tại Cao Ly, song Duệ Tông vẫn phải đối phó với các vụ xâm nhập của người Nữ Chân ở phía bắc của vương quốc. Ông khước từ những đề nghị về ngoại giao của nhà Kim, một triều đại do người Nữ Chân lập nên vào năm 1115, thay vào đó, ông cử một đội quân lớn đi đẩy lùi cuộc tấn công của Kim ở các vùng phía bắc bán đảo.
Ông cũng được lịch sử biết đến với tài năng nghệ thuật. Năm 1114 Duệ Tông gửi thỉnh cầu đến hoàng đế Tống Huy Tông để xin gửi các nhạc cụ Trung Hoa đến kinh đô Khai Thành (Kaesong), để ông có thể cho tiến hành các nghi lễ Nho giáo trong triều đình Cao Ly. Tống Huy Tông dường như đã hiểu lầm yêu cầu này và đã gửi các nhạc cụ để sử dụng cho các buổi tiệc của triều đình. Hai năm sau, năm 1116, Duệ Tông gửi đến Tống một thỉnh cầu khác và trong đó nhắc lại yêu cầu về các nhạc cụ nghi lễ, và Huy Tông gửi đến một món quà còn lớn hơn cả nhạc cụ (bộ dụng cụ dùng trong nhã nhạc, có đến 428 nhạc cụ), cũng như các y phụ để múa trong nghi lễ và các hướng dẫn, khởi đầu cho nền âm nhạc truyền thống nhã nhạc Triều Tiên.
Cũng có những đồ được nhà Tống ban tặng vào các năm 1114 và 1116 để có được lòng trung thành của Cao Ly trong cuộc chiến với nhà Kim của người Khiết Đan, song chiến lược này đã không thành công; Cao Ly vẫn đứng ở thế trung lập và kinh đô Khai Phong của nhà Tống đã thất thủ trước quân Kim vào năm 1127.
Duệ Tông mất năm 1105, thọ 43 tuổi, táng tại Dụ lăng (裕陵), truy thụy là Minh Liệt Tề Thuận Văn Hiếu Đại Vương (明烈齊順文孝大王). Con trai của ông kế vị, tức Cao Ly Nhân Tông.

## Gia đình
- Cha: Cao Ly Túc Tông.
- Mẹ: Minh Ý Vương hậu.

### Thê tử
- Kính Hòa Vương hậu Lý thị (경화왕후 이씨; 1079 – 1109), là con gái của Cao Ly Tuyên Tông và Trinh Tín Hiền phi, tức chị họ Duệ Tông. Rất được sủng ái nhưng sớm qua đời, thụy là Kính Hòa, táng tại Từ lăng (慈陵).
- Thuần Đức Vương hậu Lý thị (순덕왕후 이씨; ? – 1118), là con gái của Lý Tư Khiêm, họ hàng xa với Nhân Duệ Vương hậu. Sơ phong Diên Đức Cung chủ (延德宮主), thăng Vương phi (1114). Khi mất được truy thụy Thuần Đức, Nhân Tông tôn thụy Văn Kính Vương thái hậu (文敬王太后).
  1. Cao Ly Nhân Tông (고려 인종; 1109 – 1146).
  2. Thừa Đức Công chúa (승덕공주), lấy Hán Nam bá Vương Kỷ (한남백 왕기).
  3. Hưng Khánh Công chúa (흥경공주; ? – 1176), lấy An Bình công Vương Kính (안평공 왕경), cháu nội của Tương Hiến vương Vương Đào. Vương Đào là em của Cao Ly Văn Tông
- Văn Trinh Vương hậu Vương thị (문정왕후 왕씨; ? – 1138), em họ Duệ Tông. Bà là con gái trưởng của Thần Hàn công Vương Du và là cháu nội của Cao Ly Văn Tông. Nguyên phong Quý phi, truy thụy Văn Trinh.
- Thôi Thục phi (최숙비; ? – 1184), là con gái của Thôi Dũng và Giang Lăng Quận Đại phu nhân Kim thị. Nguyên phong Trường Tín Cung chủ (장신궁주), truy phong Thục phi.
- Thứ thiếp Ân thị (은씨), không rõ.
  1. Quảng Trí Đại Thiền Sư (광지대선사; 1102 – 1158), xuất gia.